# Sprinteuropamästerskapen i kanotsport 2017
Sprinteuropamästerskapen i kanotsport 2017 anordnades den 14-16 juli i Plovdiv, Bulgarien. 

## Medaljsummering

### Medaljtabell

#### Kanot och kajak
| Pl.    | Nation         | Guld | Silver | Brons | Totalt |
| ------ | -------------- | ---- | ------ | ----- | ------ |
| 1      | Ungern         | 10   | 3      | 3     | 16     |
| 2      | Tyskland       | 6    | 1      | 3     | 10     |
| 3      | Ryssland       | 3    | 3      | 4     | 10     |
| 4      | Tjeckien       | 2    | 1      | 0     | 3      |
| 5      | Polen          | 1    | 4      | 4     | 9      |
| 6      | Portugal       | 1    | 2      | 0     | 3      |
| 7      | Spanien        | 1    | 1      | 1     | 3      |
| 8      | Ukraina        | 1    | 0      | 3     | 4      |
| 9      | Storbritannien | 1    | 0      | 1     | 2      |
| 10     | Litauen        | 1    | 0      | 0     | 1      |
| 11     | Belarus        | 0    | 4      | 2     | 6      |
| 12     | Serbien        | 0    | 2      | 1     | 3      |
| 13     | Slovenien      | 0    | 1      | 1     | 2      |
| 14     | Slovakien      | 0    | 1      | 1     | 2      |
| 15     | Danmark        | 0    | 2      | 1     | 3      |
| 16     | Moldavien      | 0    | 1      | 0     | 1      |
| 17     | Rumänien       | 0    | 1      | 0     | 1      |
| 18     | Georgien       | 0    | 0      | 1     | 1      |
| 19     | Italien        | 0    | 0      | 1     | 1      |
| 20     | Norge          | 0    | 0      | 1     | 1      |
| Totalt | Totalt         | 27   | 27     | 28    | 82     |

### Herrar
| Gren       | Guld                                                                 | Tid       | Silver                                                                  | Tid       | Brons                                                                        | Tid       |
| C-1 200 m  | Henrikas Žustautas (LTU)                                             | 00:38,112 | Aleksej Korovasjkov (RUS)                                               | 00:38,157 | Zaza Nadiradze (GEO)                                                         | 00:38,342 |
| C-1 500 m  | Martin Fuksa (CZE)                                                   | 01:44,884 | Oleg Tarnovschi (MDA)                                                   | 01:46,792 | Tomasz Kaczor (POL)                                                          | 01:47,148 |
| C-1 1000 m | Sebastian Brendel (GER)                                              | 03:51,671 | Martin Fuksa (CZE)                                                      | 03:53,667 | Kirill Sjamsjurin (RUS)                                                      | 03:55,171 |
| C-1 5000 m | Sebastian Brendel (GER)                                              | 21:45,710 | David Varga (HUN)                                                       | 21:49,320 | Mateusz Kamiński (POL)                                                       | 22:16,99  |
| C-2 200 m  | Ryssland Aleksandr Kovalenko Ivan Sjtyl                              | 00:35,627 | Belarus Andrej Bahdanovitj Dzianis Machlaj                              | 00:36,137 | Ungern Jonatán Hajdu Ádám Fekete                                             | 00:36,330 |
| C-2 500 m  | Ryssland Viktor Melantiev Ivan Sjtyl                                 | 01:36,264 | Rumänien Leonid Carp Victor Mihalachi                                   | 01:37,368 | Ukraina Dmytro Jantjuk Taras Misjtjuk                                        | 01:38,956 |
| C-2 1000 m | Tyskland Yul Oeltze Peter Kretschmer                                 | 03:36,232 | Ryssland Viktor Melantiev Vladislav Tjebotar                            | 03:37,300 | Italien Nicolae Craciun Sergiu Craciun                                       | 03:38,312 |
| C-4 1000 m | Polen Wiktor Glazunov Piotr Kuleta Tomasz Baraniak Marcin Grzybowski | 03:20,536 | Tyskland Conrad Scheibner Sebastian Brendel Stefan Kiraj Jan Vandrey    | 03:21,848 | Ryssland Kirill Sjamsjurin Ilja Sjtokalov Rasul Isjmuchamedov Ilja Pervuchin | 03:21,904 |
| K-1 200 m  | Liam Heath (GBR)                                                     | 00:33,380 | Bence Horváth (HUN)                                                     | 00:33,455 | Marko Dragosavljević (SRB)                                                   | 00:33,947 |
| K-1 500 m  | Jakub Zavrel (CZE)                                                   | 01:35,156 | Mikita Borykaŭ (BLR)                                                    | 01:35,252 | Bálint Kopasz (HUN)                                                          | 01:35,432 |
| K-1 1000 m | Fernando Pimenta (POR)                                               | 03:29,032 | René Poulsen (DEN)                                                      | 03:30,112 | Bálint Kopasz (HUN)                                                          | 03:30,336 |
| K-1 5000 m | Max Hoff (GER)                                                       | 19:21,220 | Fernando Pimenta (POR)                                                  | 19:22,640 | Eivind Vold (NOR)                                                            | 19:29,540 |
| K-2 200 m  | Ungern Márk Balaska Balázs Birkás                                    | 00:30,740 | Ryssland Kirill Ljapunov Aleksandr Djatjenko                            | 00:31,200 | Tyskland Ronald Rauhe Max Lemke                                              | 00:31,365 |
| K-2 500 m  | Ungern Bence Nádas Sándor Tótka                                      | 01:26,500 | Serbien Dejan Pajić Ervin Holpert                                       | 01:27,616 | Ukraina Ivan Semykin Ihor Trunov                                             | 01:28,004 |
| K-2 1000 m | Tyskland Max Hoff Marcus Gross                                       | 03:12,724 | Serbien Marko Tomićević Milenko Zorić                                   | 03:13,780 | Spanien Francisco Cubelos Iñigo Pena                                         | 03:14,056 |
| K-4 500 m  | Ungern Bence Nádas Péter Molnár Sándor Tótka Milán Mozgi             | 01:18,556 | Slovakien Denis Mysak Juraj Tarr Tibor Linka Erik Vlček                 | 01:18,640 | Belarus Raman Petrusjenka Mikita Borykaŭ Dzmitryj Tratsiakoŭ Vital Bjalko    | 01:19,112 |
| K-4 1000 m | Spanien Francisco Cubelos Javier Cabañín Marcus Walz Iñigo Pena      | 02:54,374 | Polen Martin Brzeziński Rafał Rosolski Bartosz Stabno Norbert Kuczyński | 02:54,658 | Slovakien Denis Mysak Juraj Tarr Tibor Linka Erik Vlček                      | 02:54,666 |

### Damer
| Gren       | Guld                                                       | Tid       | Silver                                                                            | Tid       | Brons                                                                    | Tid       |
| C-1 200 m  | Olesia Romasenko (RUS)                                     | 00:45,804 | Kincső Takács (HUN)                                                               | 00:46,416 | Alena Nazdrova (BLR)                                                     | 00:47,080 |
| C-2 500 m  | Ungern Virág Balla Kincső Takács                           | 02:00,224 | Belarus Alena Nazdrova Kamila Bobr                                                | 02:01,364 | Ryssland Irina Andreeva Olesia Romasenko                                 | 02:03,928 |
| K-1 200 m  | Dóra Lucz (HUN)                                            | 00:39,317 | Emma Jorgensen (DEN)                                                              | 00:39,357 | Špela Ponomarenko (SLO)                                                  | 00:39,697 |
| K-1 500 m  | Tamara Takács (HUN)                                        | 01:47,264 | Volha Chudzenka (BLR)                                                             | 01:47,844 | Elena Anjsjina (RUS)                                                     | 01:47,908 |
| K-1 1000 m | Dóra Bodonyi (HUN)                                         | 03:57,984 | Beata Mikołajczyk (POL)                                                           | 03:59,744 | Rachel Cawthorn (GBR)                                                    | 04:00,264 |
| K-1 5000 m | Dóra Bodonyi (HUN)                                         | 21:40,570 | Eva Barrios (ESP)                                                                 | 21:41,110 | Tabea Medert (GER)                                                       | 21:41,230 |
| K-2 200 m  | Ukraina Mariia Kitjasova Anastasija Horlova                | 00:36,527 | Portugal Joana Vasconcelos Francisca Laia                                         | 00:36,777 | Polen Dominika Włodarczyk Katarzyna Kołodziejczyk                        | 00:37,117 |
| K-2 500 m  | Tyskland Franziska Weber Tina Dietze                       | 01:38,604 | Slovenien Špela Ponomarenko Anja Osterman                                         | 01:38,996 | Polen Beata Mikołajczyk Anna Puławska                                    | 01:40,632 |
| K-2 1000 m | Ungern Réka Hagymási Ramóna Farkasdi                       | 03:43,048 | Polen Karolina Markiewicz Julia Lis                                               | 03:44,888 | Tyskland Tabea Medert Melanie Gebhardt                                   | 03:45,652 |
| K-4 500 m  | Ungern Dóra Lucz Tamara Takács Erika Medveczky Ninetta Vad | 01:30,724 | Polen Dominika Włodarczyk Beata Mikołajczyk Anna Puławska Katarzyna Kołodziejczyk | 01:31,596 | Ukraina Mariia Kitjasova Anastasiia Todorova Marija Povch Inna Hrysjtjun | 01:31,624 |